# Lisístrata
Lisístrata (en griego Λυσιστράτη "la que disuelve el ejército") es una comedia de Aristófanes, autor de la Grecia Clásica. Las comedias de Aristófanes son de un gran interés histórico, además de su valor literario, ya que gracias a ellas se puede conocer la vida cotidiana de los atenienses. El autor protestó con frecuencia contra la guerra. En sus obras Lisístrata, Los acarnienses y La paz, defendió las soluciones pacíficas contra los demagogos que impulsaban al pueblo a la guerra. En Lisístrata plantea la huelga sexual de las mujeres. También la obra ha sido interpretada como una ridiculización de la mujer.

## Personajes

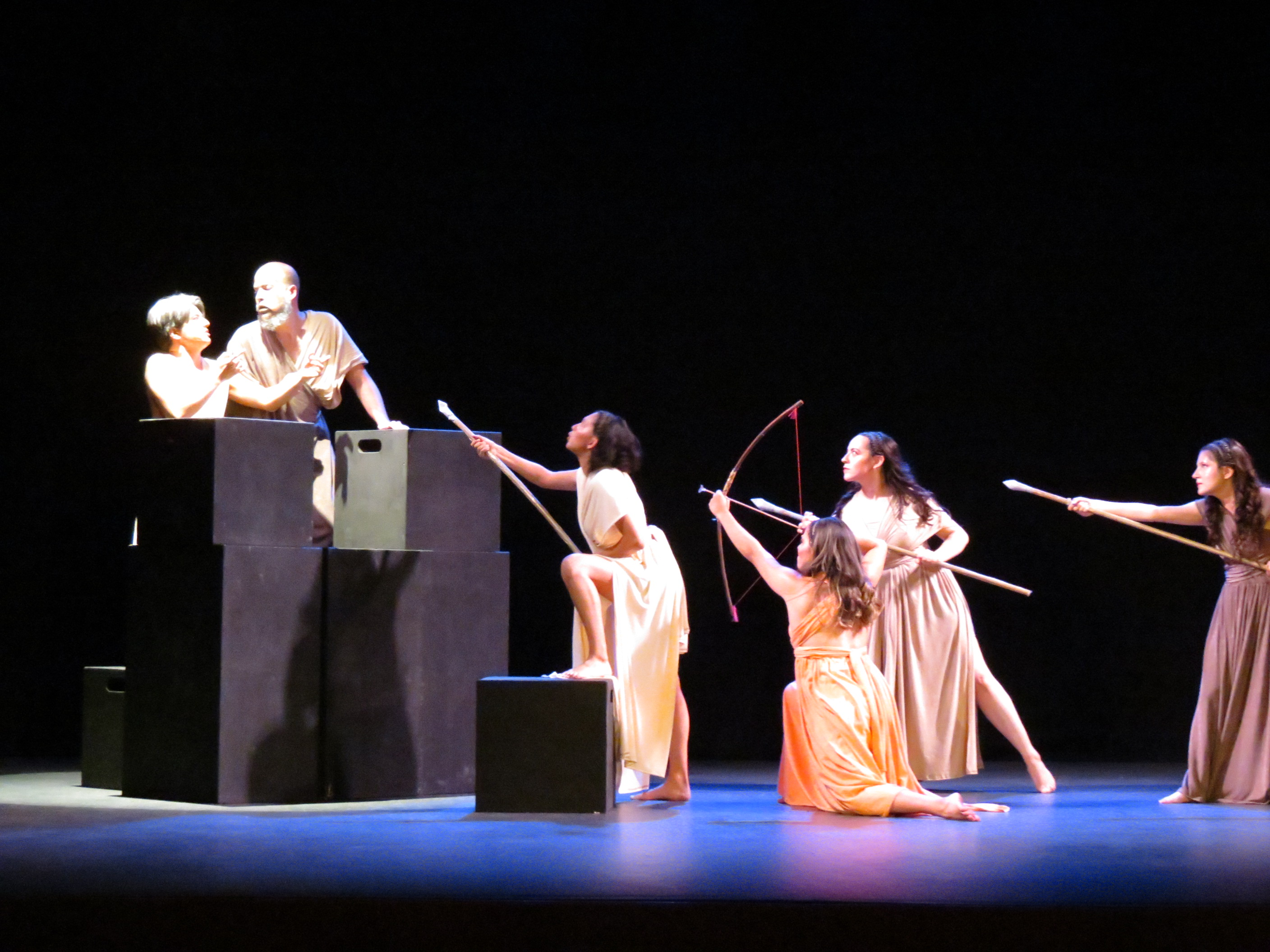
Representación de la obra de teatro Lisístrata, de Aristófanes, por los estudiantes de Artes Escénicas de la Universidad Autónoma de Aguascalientes.

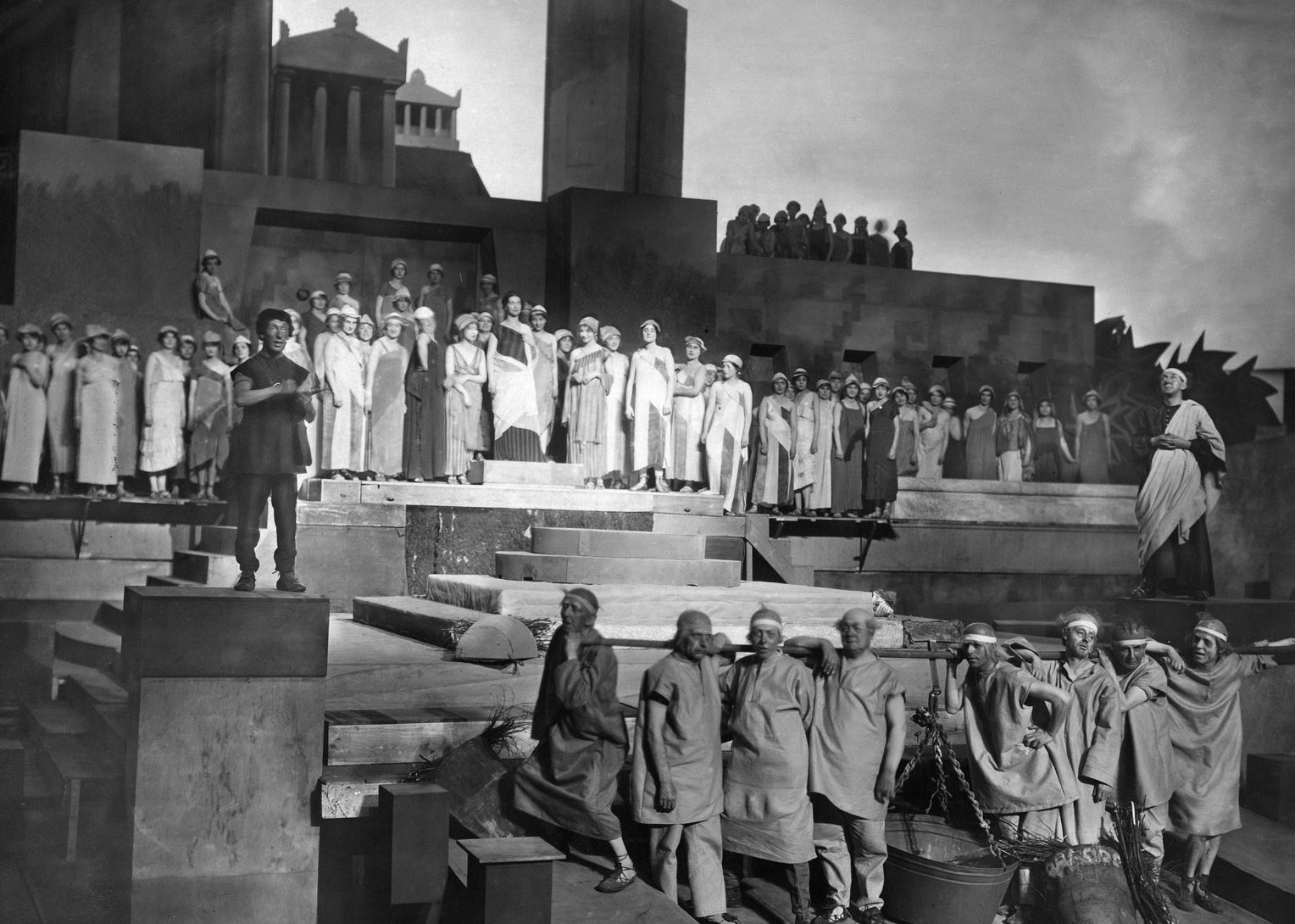
Escena de Lisístrata de Aristófanes - Gran Teatro de Berlin (Großes Schauspielhaus Berlin), fotografía de Zander & Labisch, publicada en Zeitbilder, 1920.

- Mujeres: Lisístrata; Cleónica[4] o Calónice (Kalonike); Mirrina;[5] Lampitó; Coro de Ancianas; otras.
- Coro de Ancianos
- Comandante
- Cinesias
- Hijo de Cinesias
- Heraldo espartano
- Prítanis[6]
- Embajador espartano
- Delegados atenienses
- Otros

## Repercusión
Lisístrata se representó por primera vez en el 411 a. C., y se convirtió en un símbolo del esfuerzo organizado y pacífico a favor de la paz. Por ello, se usó el nombre para el Lysistrata project (Proyecto Lisístrata), acto teatral que se efectuó el lunes 3 de marzo del 2003 de manera simultánea en más de 42 países en favor de la paz. Ese día miles de personas participaron en aproximadamente 700 lecturas dramatizadas de la obra, que se realizaron a beneficio de organizaciones sin fines de lucro, que trabajan por la paz y ofrecen ayuda humanitaria.

## Argumento
Lisístrata es una obra teatral representada en el 411 a. C.. La ciudad estaba perdiendo la guerra y sufría a la vez una verdadera guerra civil; la obra ofrece así la ilusión de la paz. Se apoya en antiguos rituales en los que se enfrentan coros de hombres y mujeres, en el mundo al revés (triunfo de las mujeres sobre los hombres) y el de la huelga sexual de las mujeres. Esta es la estrategia que impone Lisístrata a las mujeres en la escena inicial. Se siguen una serie de agones entre los dos sexos (las mujeres se han refugiado en la Acrópolis, que en vano intentan conquistar los hombres).
Los agones no deciden nada; las mujeres siguen en la Acrópolis, pero ni el Comisario ni el coro de hombres se dejan convencer por los argumentos pacifistas de la heroína. Las mujeres intentan escaparse con diversos pretextos e irse con sus maridos. La estrategia de Lisístrata viene de fuera: los laconios no pueden resistir más tiempo la huelga sexual y van a negociar plenamente erectos. Lisístrata hace de mediadora entre ellos y los atenienses, y la paz se consigue. El final celebra la felicidad alcanzada: hay una comida de reconciliación entre atenienses y laconios, se reconcilian también hombres y mujeres, y todo concluye entre danzas y cantos.

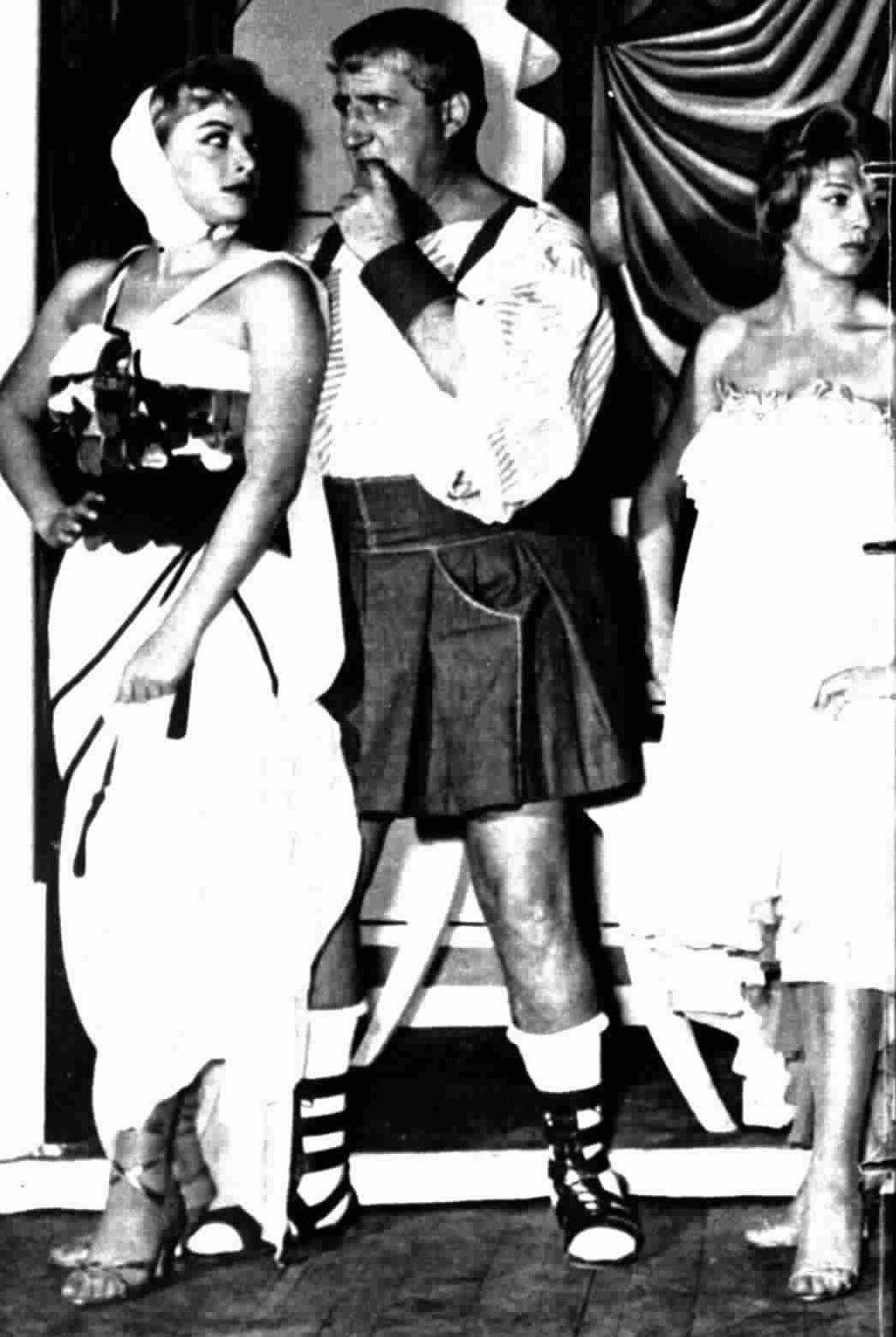
Momento de Un trapezio per Lisistrata (1958), revista musical representada por el Quartetto Cetra.

## En la cultura popular
- Las huelgas sexuales que se han producido a lo largo de la historia están inspiradas o tienen sus antecedentes en Lisístrata.
- Gata Cattana dedicó a Lisístrata uno de sus temas. La canción, una de las más célebres de su autora, es considerada un "himno feminista".[8]
- Lisístrata, película española del año 2002 dirigida por Francesc Bellmunt.
- Chi-Raq (2015), película de Spike Lee.
- Lisístrata al palo (2019), obra teatral del grupo de teatro, rock y circo Pierrock, liderado por Daniel Zabala.